# Laurie H. Glimcher
Laurie Hollis Glimcher (* 1951) ist eine US-amerikanische Immunologin. Seit Oktober 2016 ist sie Präsidentin des Dana-Farber Cancer Institute.

## Leben und Wirken
Laurie Glimcher ist Tochter des Arztes und Wissenschaftlers an der Harvard Medical School, Melvin Glimcher (1925–2014). Sie wuchs in Brookline vor den Toren von Boston auf. Glimcher studierte am Radcliffe College (Harvard University) mit dem Bachelor-Abschluss 1972 und an der Harvard Medical School mit dem M.D. 1976 als Abschluss des Medizinstudiums. Ihre Facharztausbildung absolvierte sie am Massachusetts General Hospital und dem National Institute of Allergy and Infectious Diseases (NIAID), einer Einrichtung der National Institutes of Health (NIH).
1991 erhielt Glimcher eine Professur für Immunologie an der Harvard School of Public Health, dort war sie auch Direktorin der Abteilung für biologische Wissenschaften. Zusätzlich hatte sie eine Professur für Innere Medizin an der Harvard Medical School inne. Anschließend war sie Professorin für Innere Medizin und Dekan der Medizinischen Fakultät am Weill Cornell Medical College und Provost für medizinische Angelegenheiten der Cornell University – abgesehen von ihrer Zeit am NIAID erstmals während ihrer Karriere außerhalb der Region Boston. 2016 war sie als Dekan der Harvard Medical School im Gespräch, entschied sich aber für die Position der Direktorin des Dana-Farber Cancer Institute, wiederum in Boston. Sie behielt die Position eines Adjunct Professor an der Cornell University.
Glimcher gehörte 2016/2017 zum Verwaltungsrat (Board of Directors) von Bristol-Myers Squibb und der Waters Corporation.
Glimcher konnte grundlegende Beiträge zum Verständnis der transkriptionellen Regulierung der Differenzierung von T-Zellen leisten. Sie entdeckte die Transkriptionsfaktoren T-bet und XBP-1. Jüngere Arbeiten befassen sich mit der Aktivierung von Osteoblasten und Osteoklasten im Knochenstoffwechsel.
Glimcher hat sich um die Förderung der Karriere von Frauen, insbesondere von Frauen mit Kindern, im medizinisch-wissenschaftlichen Bereich verdient gemacht. Sie ist in zweiter Ehe mit dem Biochemiker Gregory A. Petsko verheiratet und hat aus erster Ehe drei Kinder.

## Auszeichnungen (Auswahl)
- 1996 Mitglied der American Academy of Arts and Sciences[5]
- 2001 Stanley J. Korsmeyer Award[6]
- 2002 Mitglied der National Academy of Sciences[7]
- 2009 Fellow der American Association for the Advancement of Science[8]
- 2012 William B. Coley Award[9]
- 2014 UNESCO-L’Oréal-Preis[10]
- 2017 George M. Kober Medal[11]
- 2019 Mitglied der American Philosophical Society